# Pietra di Cascajal

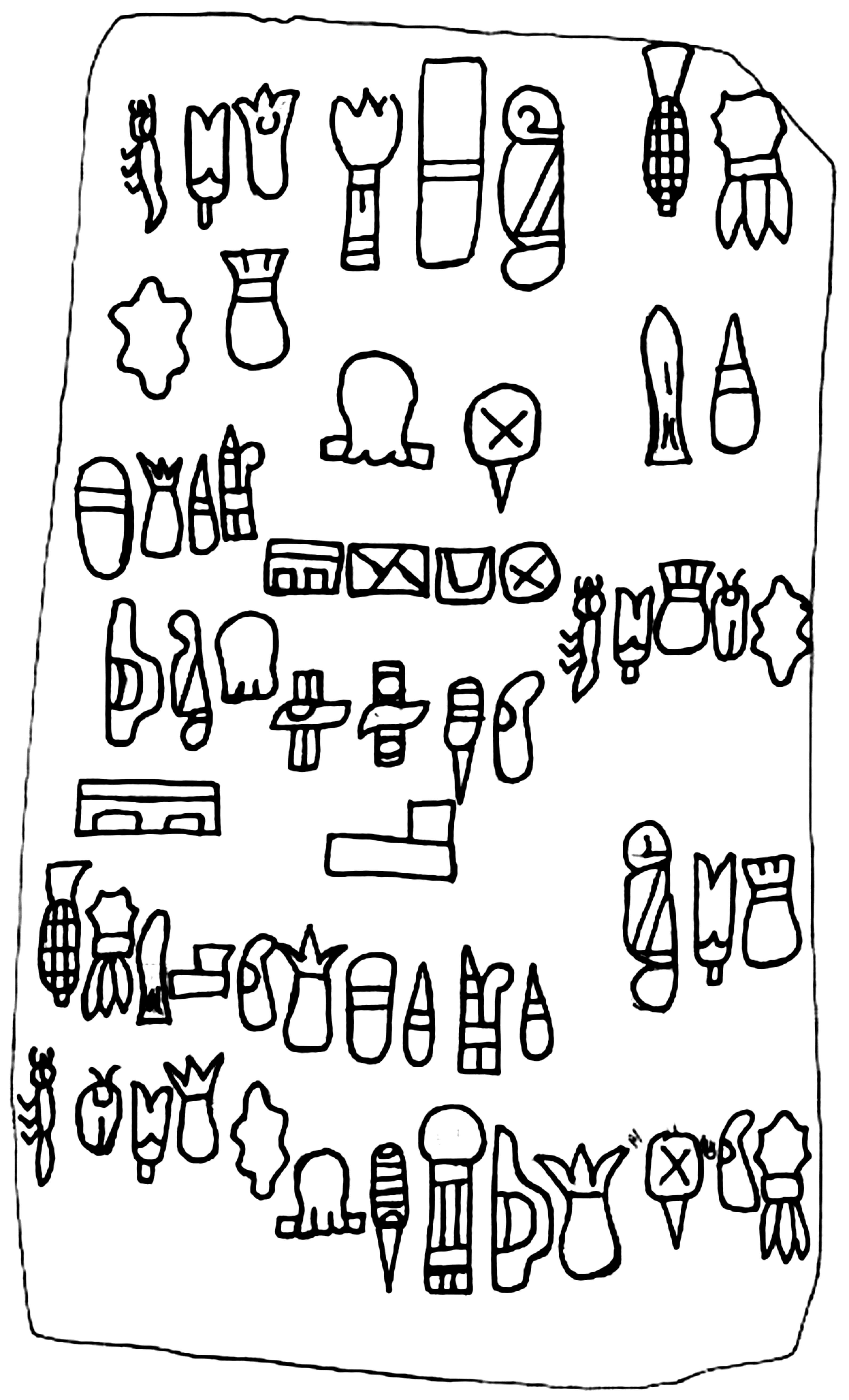
Struttura della pietra di Cascajal e i 62 glifi.

La pietra di Cascajal è un blocco di pietra con iscrizioni presumibilmente olmeche e si ritiene essere il più antico esempio di scrittura di tutte le Americhe.

## Scoperta
La pietra è stata scoperta durante alcuni lavori stradali presso il villaggio di Cascajal, presso Lomas de Tacamichapa, nello stato messicano di Veracruz.
Risalente al X secolo, contiene 62 glifi di cui alcuni a forma di frutti.